# Platon Tchikhatchov
Pour les articles homonymes, voir Tchikhatchev.
Platon Alexandrovitch Tchikhatchov (en russe : Платон Александрович Чихачёв) ou Platon de Tchihatcheff est un militaire, voyageur et explorateur russe, né le 10 juin 1812 (22 juin dans le calendrier grégorien) à Gatchina et mort à Versailles le 25 mai 1892.

## Biographie
Platon Tchikhatchov naît dans la famille du colonel Alexandre Petrovitch Tchikhatchov, ancien du régiment Préobrajensky, devenu haut fonctionnaire à la Cour impériale et directeur de Gatchina, où demeure l'impératrice douairière. Il est le frère cadet du géographe et explorateur Piotr Tchikhatchov. Après la retraite du père en 1820, la famille s'installe à Tsarskoïe Selo, où l'adolescent reçoit une éducation à domicile, puis entre à l'université de Saint-Pétersbourg.
Il entre dans la carrière militaire mais, en 1832, il démissionne de l'armée russe et entreprend alors de nombreux voyages en Europe (Suisse), Amérique centrale et du Sud et Asie. En 1839-1840, il traverse la cordillère bolivienne. Recommandé par Alexandre von Humboldt en tant que savant, il participe à une expédition russe contre la ville de Khiva dans le Turkestan.
Il est l'un des membres fondateurs de la Société géographique russe.

## L'ascension de l'Aneto
Dans les Pyrénées, il gravit le mont Perdu et le Vignemale, avec son guide Pierre Sanio, et le pic du Midi de Bigorre.
Depuis Bagnères-de-Luchon, il effectue, le 20 juillet 1842, la première ascension du pic d'Aneto, appelé en son temps le Néthou, point culminant des Pyrénées, en compagnie de son guide Pierre Sanio, de Luz et deux chasseurs d'isards luchonnais Pierre Radonet (dit Nate), Bernard Arrazau (dit Ursule) et d'Albert Belhomme de Franqueville et son guide Jean Sors (dit Argarot), porteur de chaise spécialisé pour la montagnère. Pour éviter le glacier, situé en face nord, qui constitue aujourd’hui la « voie normale », mais qui est alors la terreur des ascensionnistes depuis la disparition du guide Pierre Barrau dans le glacier voisin de la Maladeta, l’équipe contourne le massif et l’aborde par le sud,.
Le 23 juillet 1842, Tchikhatchov, Laurent (professeur de chimie à la faculté de Bordeaux), Arrazau, Redonnet et Sanio repartent à l'assaut du sommet, tandis que Franqueville reste à la Rencluse. En passant par le glacier de l'Aneto (voie imaginée par Parrot quelques années auparavant et aujourd'hui la voie normale). Le 24 juillet 1842 est la date de la seconde ascension de l'Aneto.
Tchikhatchov a publié deux textes relatant sa conquête du sommet des Pyrénées : un récit assez bref, lu le 18 août à l'Académie royale de Toulouse, et publié le 28 août 1842 dans le Journal de Toulouse, politique et littéraire, connu seulement de quelques pyrénéistes, et un texte plus ample intitulé Ascension au Pic de Néthou, publié en octobre de la même année dans l'Institut journal universel des sciences et des sociétés savantes de France et de l'étranger. Son texte est écrit sous un angle scientifique et d'exploration ; les comparaisons avec d'autres montagnes du monde y sont nombreuses, les dernières pages donnant des « mesurements barométriques », les températures moyennes des rivières et des éléments de botanique recueillis par Franqueville et d'entomologie (noms des insectes trouvés sur les glaciers) ainsi que des observations météorologiques.
Son récit a vite été occulté par celui de son compagnon de cordée Albert de Franqueville, qui, publié en 1845 sous le titre Voyage à la Maladetta, devient la référence sur le sujet. Cependant, le texte de Franqueville ne serait qu'une mauvaise copie de celui de Tchikhatchov, sauf au sujet de la deuxième ascension car Franqueville n'y participa pas. Sa remarque négative sur le style de Ramond de Carbonnières au sujet de son récit sur le mont Perdu au début de son texte, semble une des raisons qui ont poussé les pyrénéistes les plus fervents comme Beraldi, à réduire son rôle à celui de comparse de Franqueville alors qu'il semble au contraire avoir été le chef de l'expédition.

## Postérité
Sur la crête de Llosas, dans le massif de la Maladeta, les aiguilles Argarot (3 035 m), Tchihatcheff (3 052 m) et Franqueville (3 065 m) portent les noms des vainqueurs et d'un de leur guide, Jean Sors (dit Argarot).